# Улица Костякова
У́лица Костяко́ва находится в Тимирязевском районе Северного административного округа города Москвы.

## Расположение
Улица проходит параллельно Тимирязевской улице и Дмитровскому шоссе от железнодорожной линии до улицы Дубки. Пересекает Дмитровский проезд и улицу Всеволода Вишневского.

## Происхождение названия
Образована 11 июля 1958 года Решением Исполнительного комитета Московского городского Совета депутатов трудящихся № 40/12 путем присвоения наименования Проектируемому проезду № 309. Получила название в честь советского учёного-мелиоратора А. Н. Костякова (1887—1957), который работал в Тимирязевской сельскохозяйственной академии, находящейся неподалёку.

## Транспорт
У южного конца улицы расположены платформа  Дмитровская Рижского направления МЖД и станция метро  Дмитровская. Недалеко от северного конца расположена станция метро  Тимирязевская и платформа  Тимирязевская Савёловского направления МЖД. 
По улице проходят маршруты общественного транспорта (данные на 15 января 2024 года):
Трамваи
- 27:  Дмитровская — Улица Всеволода Вишневского —  Войковская
- 29:  Дмитровская — Улица Всеволода Вишневского —  Михалково

## Примечательные здания
- № 10 — жилой дом. на первом этаже расположен кинотеатр «Искра»[3]. В доме жил график Гурий Захаров[4]
- № 12 — здание ВНИХИ, построено в 1935 г.